# 水戸市立博物館
水戸市立博物館（みとしりつはくぶつかん）は、茨城県水戸市が設置している公立博物館。茨城県内で唯一の総合博物館である。

## 概要
水戸市立博物館は、水戸市立中央図書館と併設の総合博物館である。入館料は、特に観覧料を徴収する特別展を除いて無料であり、水戸市立中央図書館の各階と連絡通路で結ばれている。

## 歴史
- 1980年（昭和55年）7月1日 - 開館[3]。

## 構成
- 1階 - 事務室
- 2階 - 民俗部門展示室、歴史部門展示室
- 3階 - 自然部門展示室、美術部門展示室
- 4階 - 美術部門展示室、特別展展示室（特別展開催時のみ）

## 組織
- 館長（学芸員の業務も行うことがある。）
  - 学芸係 - 学芸係の筆頭学芸員が係長を務める。
    - 民俗部門
    - 歴史部門
    - 自然部門
    - 美術部門
    - 水戸市大塚農民館